# 崩豆张
崩豆张为天津传统小吃，创始于清朝嘉庆末年，创始人是清朝宫廷御膳房名厨师张德才，第二代张永泰兄弟三人回天津定居并首创“崩豆张”总号。
蹦豆张传统产品有：糊皮正香崩豆、黑皮崩豆等。